# ヨハネス・ロイヒリン
ヨハネス・ロイヒリン（Johannes Reuchlin、1455年1月29日 - 1522年6月30日）は、ドイツのユマニスト、ネオプラトニスト、古典学者。

## 生い立ち
ドイツ (ヴュルテンベルク伯領)のバーデン＝ヴュルテンベルクのプフォルツハイムで生まれた。父はドミニコ会の修道士であった。親族にフィリップ・メランヒトン（1497年 - 1560年）がいる。後年、ロイヒリンは43歳年下だった若き日のメランヒトンにユマニスムの教えを手ほどき、ハイデルベルク大学に通わせた。さらに姓をギリシア語名に改名させたのもロイヒリンだった。
ヴュルテンベルク伯領フライブルク・イム・ブライスガウにあるフライブルク大学で哲学や修辞学を修める。次いでドイツのテュービンゲンに赴き、 さらにフランスのパリ、ポワティエ、オルレアンや、スイスのバーゼルに遊学してローマ法や古典ギリシャ語を学び、最終的にバーゼル大学で学位を取得した。1485年に法律家となり、ヴュルテンベルク宮廷やバーデン宮廷に仕えて司法や立法をつかさどる。
ヴュルテンベルクのエーバーハルト伯の求めに応じてイタリアに外遊、現地でヘブル語を初めて学び、それからヘブル語の写本を収集した。帰国後、エーバーハルト伯が開学したテュービンゲン大で古典ギリシャ語や法学を教えた。
当時すでに古典ギリシャ語の権威だったロイヒリンは1492年に本格的にヘブル語の研究を始め、それからヘブル語文法書『De Rudimentis Hebraicis』を刊行。ピコ・デラ・ミランドラやマルシリオ・フィチーノの影響からカバラを学び始める。生涯にわたりヘブル語やカバラ研究に捧げたロイヒリンはのちにユダヤ人やユダヤ教を擁護して非難を浴びる。またロイヒリンは聖書を原典から研究し、ウルガタの権威に疑問を持つ。一連の研究から聖書主義を唱え、信仰は内心のみと提唱した。

## プフェファーコルンとの論争
1511年、ロイヒリンのヘブル語研究は論争の対象になった。ユダヤ教からカトリックに改宗したドミニコ会修道士ヨハンネス・プフェファーコルンがヘブル語の書籍に対する批判キャンペーンを始めると、それに対抗したユダヤ人がマインツ大司教ゲンミンゲンの助けでプフェファーコルンによる書籍没収を調査するタルムード調査委員会が設立され、ロイヒリンも委員となった。ロイヒリンとプフェファーコルンは論争を始め、エラスムスなども論争に参加した。ウルリヒ・フォン・フッテン、ハインリヒ・コルネリウス・アグリッパといったドイツのユマニストはロイヒリンを擁護、ドミニコ会に対抗した。ロイヒリンは1513年に異端として告発され、宗教裁判所でロイヒリンは激しく抗弁した。はじめ有罪のちに無罪を言い渡されさらにそれから紆余曲折した。
ロイヒリンはユダヤ教を擁護したことでも知られるが、論争以前の1505年の『回状』でユダヤ人は日々、イエスの御身において神を侮辱し冒涜している、イエスを罪人、魔術師、首吊り人と呼んで憚らず、キリスト教徒を愚かな異教徒と見下していると説教した。また、論争においてもプフェファーコルンに対して「彼は先祖たるユダヤ人の精神のあり方をそのままに、嬉々として不敬の復讐に打ってでた」と述べている。

## 宗教改革
このころ1517年にヴィッテンベルクでマルティン・ルターが立ち上がり宗教改革が始まったが、ロイヒリンはルターの宗教改革を痛烈に罵倒、反駁の論陣を張った。ロイヒリンは聖書主義者であり、大方ロイヒリンはプロテスタンティズムに傾いていると考えられていたが、しかし、けっしてローマ・カトリック教会を離れたわけではなかった。また、ロイヒリンは、宗教改革で活躍したフィリップ・メランヒトンの大伯父でもあったがルターを支持しなかった。

## 晩年
ロイヒリンは現地の諸侯に招かれてインゴールシュタット大学でヘブル語やギリシャ語の教鞭をとった。晩年に『De Arte Cabbalistica』を発表。ルターの宗教改革が始まったその5年後の1522年にシュトゥットガルトで死去、ドナウ川伝いの丘にあるヴァルハラ神殿に祭られた。